# (5954) Épicure
(5954) Épicure, désignation internationale (5954) Epikouros, est un astéroïde de la ceinture principale.

## Description
(5954) Épicure est un astéroïde de la ceinture principale. Il fut découvert par Eric Walter Elst le 19 août 1987 à La Silla. Il présente une orbite caractérisée par un demi-grand axe de 2,4494 UA, une excentricité de 0,17055 et une inclinaison de 6,51151° par rapport à l'écliptique.
Il fut nommé en hommage au philosophe grec Épicure.

## Compléments